# 天復 (唐)
天復（てんふく）は、中国・唐の昭宗の治世で用いられた元号。901年4月-904年閏4月，907年9月。
呉の楊行密も、建国後に天復の年号を用いている。また、前蜀の王建も907年に唐が滅亡すると、簒奪を起こした朱全忠主導下で行われた天祐改元をも遡って否定して、この年を天復7年と称した。

## 西暦・干支との対照表
| 天復 | 元年  | 2年   | 3年   | 4年   |
| 西暦 | 901年 | 902年 | 903年 | 904年 |
| 干支 | 辛酉  | 壬戌  | 癸亥  | 甲子  |